# Санчес дель Рио, Хосе
Хосе Санчес дель Рио (исп. José Sánchez del Río; 28 марта 1913, Сауайо, Мичоакан — 10 февраля 1928, Мичоакан) — мексиканский мальчик, участвовавший в восстании кристерос против правительственных войск (1926—1929). Был приговорён к смерти за отказ отойти от католической веры и после пыток казнён. Позднее был объявлен мучеником. 20 ноября 2005 года причислен к лику блаженных папой Бенедиктом XVI. 16 октября 2016 года причислен к лику святых папой Франциском.

## Биография
Хосе Санчес дель Рио родился 28 марта 1913 года в мексиканском городе Сауайо, штат Мичоакан. Он был третьим ребёнком в семье Макарио Санчеса и Марии дель Рио, набожных католиков, и 3 апреля был крещён в местной церкви. Своё Первое Причастие Хосе принял в возрасте 9 лет и с тех пор особенно почитал Деву Марию Гваделупскую. Учился сначала в родном городе, затем продолжил обучение в Гвадалахаре. Уже в это время он вступил в ряды Ассоциации мексиканской католической молодёжи (ACJM).
Когда Хосе исполнилось 12 лет начался военный конфликт между правительственными силами и повстанцами, получивший название «войны кристерос» или «Кристиада» (исп. Guerra Cristera, Cristiada). Действия повстанцев были направлены против антицерковной политики президента Плутарко Кальеса и Конституции 1917 года, лишившей Римско-католическую церковь большинства привилегий и имущества. Два старших брата дель Рио отправились на войну, но Хосе остался дома, так как его мать не отпустила его из-за юного возраста. По этой же причине и местный командующий кристерос отказал мальчику. Несмотря на это, Хосе продолжал настаивать, чтобы его отпустили в ряды повстанцев. Считается, что решающей фразой, которая убедила мать отпустить сына, стала: «Мама, никогда не было столь легко достичь небес, как сейчас» (Mamá, nunca ha sido tan fácil ganarse el cielo como ahora).
Прибыв к генералу Пруденсио Мендоза, Хосе был определён им в отряд Луиса Гисара Морфина в качестве адъютанта. Затем в рядах кристерос Хосе стал знаменосцем и получил прозвище Тарцизий, в честь христианского мученика.
6 февраля 1928 года Хосе Санчес дель Рио принял участие в сражении между правительственными войсками и кристерос, во время которого лошадь генерала Морфина Гисара была убита, и тот временно не мог продолжать бой. Тогда Хосе спрыгнул со своего коня и выкрикнул: «Мой генерал, вот моя лошадь. Спасайтесь, пусть даже они убьют меня — я не важен, но вы». После того, как мальчик помог залезть генералу на лошадь, он начал искать укрытие и отстреливаться от врага, пока не израсходовал все боеприпасы. Хосе, его друг Лазарь, и ещё несколько кристерос были захвачены в плен и заперты в местной церкви.

### Плен
Пленённые Хосе и Лазарь были доставлены в Котиху к местному генералу, который сразу спросил их, почему они воюют против правительственных войск, зная, что это является преступлением, наказание за которое смерть. Затем генерал предложил им помощь в побеге, при условии, что Хосе и Лазарь перейдут на сторону правительства, на что Хосе дель Рио ответил отказом, после чего был помещён в городскую тюрьму. Там он попросил лист бумаги и чернила, чтобы написать письмо своей матери, в котором просил ту не волноваться.
7 февраля обоих пленников перевезли в родной им Сауайо и поместили в здание бывшей церкви, которую местный депутат Рафаэль Пикасо превратил в курятник. 8 февраля Хосе услышал, как в церкви начали резать петухов, и пришёл в ярость, выкрикнув: «Дом Божий для молитвы, а не пристанище для животных». Пикасо много угрожал мальчику, стремясь сломить его дух, однажды, в ответ на очередные угрозы, тот ответил, что готов умереть, ибо тогда он попадёт на небеса и предстанет перед Богом, и сможет попросить того наказать всех мучителей кристерос. За это Рафаэль Пикасо так сильно ударил Хосе, что выбил ему несколько зубов.
В 17:30 8 февраля правительственные войска повели на казнь Лазаря. Традиционно мятежников вешали либо на деревьях, либо столбах, поэтому то же самое проделали и с другом Хосе. Но случилось непредвиденное — Лазарь выжил и с помощью охранника, который симпатизировал католикам, сумел бежать. После этого за Хосе попытались заплатить выкуп, но его отец так и не смог набрать нужную сумму.

### Казнь
10 февраля около 6 часов вечера Хосе объявили смертный приговор. Он попросил чернила и написал последнее письмо своей тёте Магдалене. В 11 вечера, чтобы попытаться хоть перед смертью сломить решимость пленника, со ступней Хосе содрали кожу и заставили босиком идти через город на местное кладбище. По пути часть охранников продолжала избиения, усилившиеся, когда они наконец подошли к месту казни. В ответ на пытки Хосе Санчес дель Рио лишь кричал: ¡Viva Cristo Rey! ¡Viva la Virgen de Guadalupe!, наконец, капитан охраны выхватил пистолет и застрелил его.

## Прославление
Хосе Санчес дель Рио был причислен к лику блаженных вместе с 11 другими мексиканскими мучениками 20 ноября 2005 года. Церемония состоялась на стадионе Халиско в Гвадалахаре под председательством кардинала Жозе Сарайва Мартинша, представлявшего папу Бенедикта XVI.
16 октября 2016 года папа Франциск причислил Хосе Санчеса дель Рио к лику святых.